# Isonychia arida
Isonychia arida är en dagsländeart som först beskrevs av Thomas Say 1839.  Isonychia arida ingår i släktet Isonychia och familjen Isonychiidae. Inga underarter finns listade i Catalogue of Life.